# جوردن راب
جوردن راب (بالإنجليزية: Jordan Rapp)‏ هو تريثلت أمريكي، ولد في 28 يوليو 1980 في تاريتاون في الولايات المتحدة.

## وصلات خارجية
- الموقع الرسمي
- جوردن راب على موقع اتحاد الترياتلون الدولي (الإنجليزية)
- جوردن راب على موقع IAT Triathlon Database (الإنجليزية)